# 51659 Robohachi
51659 Robohachi este o planetă minoră (asteroid) din centura de asteroizi. A fost descoperită pe 14 mai 2001 la Bisei Spaceguard Center⁠(d) de BATTeRS⁠(d). 
Obiectul prezintă o orbită caracterizată de o semiaxă mare de 2,4034859318249 UAi, o excentricitate de 0,14782334093357, o înclinație de 8,2326712975775 ° în raport cu ecliptica.